# Furukawa Group
Furukawa Group (古河グループ (Furukawa Gruppu) tidligere Furukawa zaibatsu (古河財閥) er et af Japans største industrikonglomerater. 

## Historie
Dets oprindelse kan dateres tilbage til 1875, hvor det blev grundlangt af Furukawa Ichibei.  Koncernen specialiserede sig i minedrift, elektronik og kemikalier før 2. verdenskrig.
I dag er det mest betydningsfulde selskaber Fuji Electric, Furukawa Electric, Fujitsu, Fanuc og Advantest.

## Medlemsvirksomheder
- Furukawa Subgroup
  - 古河機械金属株式会社  Furukawa Co. (minedrift)
    - 古河林業株式会社 Furukawa Ringyo Co.
    - 古河産機システムズ株式会社 Furukawa Industrial Machinery Systems Co.
    - 株式会社トウペ Tohpe Corporation (maling)
- Furukawa Electric Group
  - 古河電気工業株式会社 The Furukawa Electric Co
    - 古河電池株式会社 Furukawa Battery Co
    - 日本製箔株式会社 Nippon Foil Mfg. Co
    - 古河産業株式会社 Furukawa Sangyo Kaisha
    - 古河物流株式会社 Furukawa Logistics Co
    - 古河総合設備株式会社 Furukawa Engineering & Construction
    - 株式会社古河テクノマテリアル Furukawa Techno Material Co
    - 古河AS株式会社 Furukawa Automotive Systems
    - 岡野電線株式会社 Okano Electric Wire Co.
    - ミハル通信株式会社 Miharu Communication Inc
    - 古河サーキットフォイル株式会社 Furukawa Circuit Foil Co
    - 超音波工業株式会社 Ultrasonic Engineering Co.
    - 関東電化工業株式会社 Kanto Denka Kogyo Co

  - 株式会社ADEKA Adeka Corporation
    - 日本農薬株式会社 Nihon Nohyaku Co.

  - Yokohama Rubber Company
  - Fuji Electric Holdings Co 
    - Fuji Electric
    - 富士電機リテイルシステムズ株式会社 Fuji Electric Retail Systems Co.
    - 富士電機アドバンストテクノロジー株式会社 Fuji Electric Advanced Technology Co
    - 富士電機ITソリューション株式会社 Fuji Electric IT Solutions Co.
    - 富士物流株式会社 Fuji Logistics Co.

  - Fujitsu
    - Fujitsu Ten
    - FANUC Robotics, verdens største robotteknologivirksomhed
    - Advantest, største DRAM-testvirksomhed
    - 株式会社富士通ビジネスシステム FUJITSU BUSINESS SYSTEMS
    - 株式会社富士通アドバンストエンジニアリング FUJITSU ADVANCED ENGINEERING LIMITED

  - 日本軽金属株式会社 Nippon Light Metal Co.
    - 日本ギア工業株式会社 NIPPON GEAR CO.
    - 日軽産業株式会社 Nikkei Sangyo Co.

  - 日本ゼオン株式会社 Zeon Corporation
    - 渋沢倉庫株式会社 Shibusawa Warehouse Company

  - Asahi Mutual Life Insurance Co
  - Mizuho Corporate Bank
  - Sompo Japan Insurance

### Selskaber iNikkei 225
- Advantest
- FANUC
- Fuji Electric
- Fujitsu
- Furukawa Co.
- Furukawa Electric
- Yokohama Rubber Company